# Тангштедт (Пиннеберг)
Тангштедт (нем. Tangstedt) — община в Германии, в земле Шлезвиг-Гольштейн.
Входит в состав района Пиннеберг. Подчиняется управлению Пиннау. Население составляет 2245 человек (на 31 декабря 2010 года). Занимает площадь 12,52 км².